# Boripe
Boripe è una delle trenta aree a governo locale (local government area) in cui è suddiviso lo stato di Osun, in Nigeria.
Estesa su una superficie di 132 km², conta una popolazione di 139 358 abitanti.